# Ouampéga
Ouampéga är en ort i Burkina Faso.   Den ligger i provinsen Province du Bam och regionen Centre-Nord, i den centrala delen av landet, 110 km norr om huvudstaden Ouagadougou. Ouampéga ligger 350 meter över havet och antalet invånare är 463.
Terrängen runt Ouampéga är platt. Närmaste större samhälle är Kongoussi, 15,9 km öster om Ouampéga.
Trakten runt Ouampéga består i huvudsak av gräsmarker. Runt Ouampéga är det ganska tätbefolkat, med 134 invånare per kvadratkilometer.